# Paul Gangolf
Paul Gangolf (* 13. Oktober 1879 in Königsberg (Preußen); † 12. August 1936 in Esterwegen) war ein deutscher Künstler des Expressionismus. Er wirkte unter anderem als  Lithograf, Holzschneider, Radierer, Maler, Collagekünstler und Kunstschriftsteller.

## Leben
Paul Gangolf wurde 1879 als Paul Löwy in Königsberg geboren. Die Familie war jüdischen Glaubens. Die Jugend verbrachte Paul Löwy in Wiesbaden. Ab 1901 lebte er in Berlin. Ab wann er den Künstlernamen Gangolf verwandte, ist nicht bekannt. Spätestens ab 1907 verwandte er ihn als Pseudonym für von ihm verfasste Artikel in sozialistischen Kampfschriften.
Gangolf machte eine Ausbildung zum Buchhändler. Der Hamburger Sammler Gustav Schiefler erwarb 1912/13 eine kleine Ölskizze von Gangolf und plante, ein Werkverzeichnis über die Druckgrafiken von Gangolf zu erstellen, wie er es zuvor unter anderem bereits für Ernst Ludwig Kirchner, Emil Nolde, Max Liebermann und Edvard Munch tat. Durch den Tod Schieflers im Jahre 1935 wurde dieser Plan jedoch nie verwirklicht.
1913 hielt sich Gangolf in Jersey auf und unternahm Reisen durch Frankreich.
Im Ersten Weltkrieg diente er als Freiwilliger Rekrut in Ihringen. 1915 war er Soldat in Wismar und im Jahr darauf in Mazedonien.
Ab 1919 war Gangolf wieder in Berlin ansässig. Er beschäftigte sich vor allem mit Lithografie. Im selben Jahr erschien die 1. Paul-Gangolf Mappe. Durch Vermittlung von Schiefler erwarb die Hamburger Kunsthalle einige Werke von ihm. 1923 erschien die Metropolis-Mappe im Berliner Malik-Verlag sowie die Mappe Großstadt bei Oskar Wöhrle in Konstanz. Ab 1926 erschienen weitere Werke im Berliner Euphorion-Verlag von Ernst Rathenau (1897–1986).
1926 übersiedelte Gangolf nach Paris, finanziell unterstützt durch Heinrich Stinnes. Dort nahm er vereinzelt an Ausstellungen teil. Nach 1930 verschlechterte sich die Situation von Gangolf nochmals erheblich. Er lebte vorübergehend in London, kehrte nach Paris zurück und lebte ab August 1932 wieder in Berlin. Im Frühjahr 1933 fand eine Ausstellung von ihm im Kunstklub statt. Gangolf wurde nach der Machtergreifung der NSDAP infolge einer Denunziation auf offener Straße in Berlin verhaftet, verbrachte einige Monate im KZ Columbia-Haus und wurde ins KZ Esterwegen deportiert. Ende Mai 1935 wurde er angeschossen und im Krankenhaus Sögel behandelt. Im August 1936 wurde er erneut ins KZ Esterwegen eingeliefert und in einem nahen Wald am 12. August 1936 erschossen.
1937 wurden in der Aktion „Entartete Kunst“ Bilder Gangolfs aus der Kunsthalle Hamburg, dem Kupferstichkabinett Berlin, der Städtischen Kunstsammlung Chemnitz, der Staatlichen Kunstgewerbe Bibliothek der Akademie für Kunstgewerbe Dresden und dem Pfälzischen Kunstgewerbemuseum Kaiserslautern beschlagnahmt. Die meisten wurden vernichtet. Einige Arbeiten aus dem Kupferstichkabinett wurden nach 1945 sichergestellt und dem Museum zurückgegeben.

## Sammlungen
Werke von Gangolf befinden sich im Museum of Modern Arts in New York, im Los Angeles County Museum of Art, der National Gallery of Art, im Kettle’s Yard, im British Museum, in der Scottish National Gallery und in der Hamburger Kunsthalle.
Ausgestellt wurde Gangolf ebenfalls bereits im Ernst Barlach Haus.